# Tibor Déry

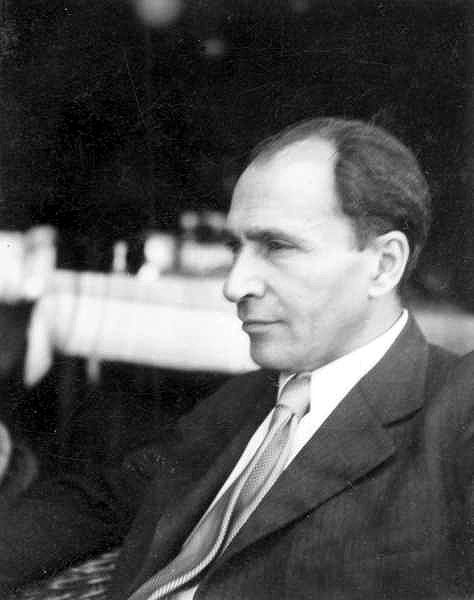
Tibor Déry ca. 1930

Tibor Déry (* 18. Oktober 1894 in Budapest, Österreich-Ungarn; † 18. August 1977 ebenda) war ein bedeutender ungarischer Schriftsteller, Dichter, Dramaturg und Essayist.

## Leben

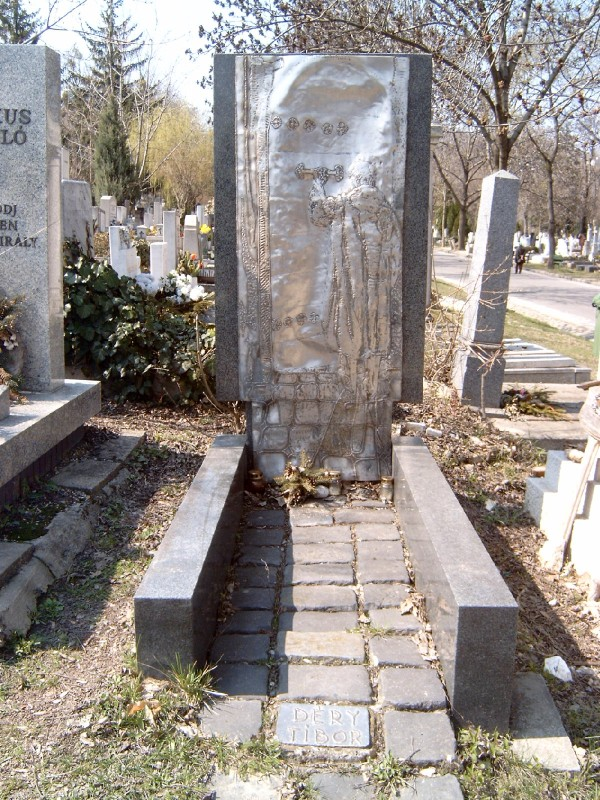
Tibor Dérys Grabstätte auf dem Friedhof Farkasrét in Budapest

Tibor Déry entstammte einer jüdischen bürgerlichen Familie. Da seine Mutter Österreicherin war, wurde in seiner Familie deutsch gesprochen. Ansonsten wuchs er aber in einem ganz und gar ungarischsprachigen Umfeld auf und schrieb daher von Anfang an auf Ungarisch. Déry absolvierte zunächst eine kaufmännische Ausbildung, ehe er von 1911 bis 1912 in der Schweiz lebte. Von 1913 bis 1918 arbeitete er bei einem Onkel in einem Sägewerk. Als Kommunist nahm er 1919 an der Revolution teil und unterstützte die ungarische Räterepublik. Nach deren Zusammenbruch lebte Déry im Exil, zunächst in Österreich, wo er in Wien an den Zeitschriften Bécsi Magyar Ujság (Wiener Ungarische Zeitung) und Ma (Heute) mitarbeitete. Dann ging er von 1924 bis 1926 nach Frankreich und lebte zwischen 1929 und 1935 in verschiedenen europäischen Ländern, darunter Deutschland. 1933 lebte er kurz in Dubrovnik und kam in der Weihnachtszeit nach Wien, wo er sich im Schutzbund und bei der Roten Hilfe engagierte. Im Februar 1934 nahm er am Bürgerkrieg auf Seiten des Schutzbundes teil und musste nach der Niederlage der Sozialdemokraten nach Mallorca flüchten. In dieser Zeit veröffentlichte er in der Zeitschrift Dokumentum. In Berlin hatte er Kontakte zu Herwarth Walden und seiner Zeitschrift Sturm. In den 1930er Jahren entstanden Dérys erste große Erzählwerke in Ungarn, in das er 1935 wieder zurückgekehrt war. Bis dahin hatte er lediglich einige surrealistische Gedichte und Novellen verfasst. Er gab die kommunistische Zeitschrift Gondolat (Gedanke) heraus, die damals legal erscheinen konnte. Während der Diktatur des Horthy-Regimes wurde er dennoch 1938 eingesperrt, weil er die Beschreibung einer Reise André Gides nach Russland übersetzt hatte. 1939 reiste er nach Rumänien und war 1940–41 illegal tätig.
Nach 1945 unterstützte Déry die kommunistische Machtergreifung, geriet aber bald mit dem Stalinismus in Konflikt. 1947 war Déry Herausgeber der Zeitschrift Csillag (Stern). 1948 erhielt er den heute bedeutendsten staatlichen Kunstpreis Ungarns, den damals neu gegründeten Kossuth-Preis. Als einer der herausragenden Schriftsteller der illegalen kommunistischen Bewegung genoss er großes Ansehen. 1952 geriet er jedoch in das Kreuzfeuer von Kulturminister József Révai, damals der Alleinherrscher über das ungarische Kulturleben, der den zweiten Band von Dérys Roman Felelet (Antwort) heftig kritisierte und dem Schriftsteller „Abweichlertum“ vorwarf.
Zusammen mit einigen anderen linken Intellektuellen wie Georg Lukács gilt Déry als einer der geistigen Wegbereiter des Aufstandes 1956. Er unterstützte das Regime von Imre Nagy und nahm aktiv an der Revolution teil. Die Schriftsteller Gyula Illyés und István Örkény waren damals seine Gesinnungsgenossen. Nach dem Scheitern der Revolution wurde er 1957 zu einer neunjährigen Haftstrafe verurteilt, die er aber nur bis 1960 verbüßen musste. Bis 1962 waren seine Werke verboten: In dieser Zeit hat er aber Übersetzungen aus dem Deutschen verfasst, die auch veröffentlicht wurden (Kästners Emil und die Detektive, 1957; Feuchtwangers Füchse im Weinberg, 1963). Nach einer selbstkritischen Schrift, die er verfassen musste, war Déry in Ungarn durchaus angesehen und geachtet, seine Werke konnten wieder gedruckt werden. 1973 wurde sein Roman Erdachter Report über ein amerikanisches Pop-Festival von der ungarischen Rockband Locomotiv GT vertont und erfolgreich als Musical in Budapest, Meiningen und Leipzig aufgeführt.
Seit 1984 wird der nach dem Schriftsteller benannte Tibor-Déry-Preis verliehen.

## Auszeichnungen
- 1948: Kossuth-Sonderpreis zusammen mit Georg Lukács und Zoltán Kodály[1]

## Werke

### Bibliografie
- Fiborc Fazekas: Bibliographie der in selbständigen Bänden erschienenen Werke der ungarischen Literatur in deutscher Übersetzung (1774-1999). Hamburg 1999, Nummer 494–515.[2]

### Ungarische Ausgaben
- Lia. 1917.
- Az óriáscsecsemő. 1926.
- A befejezetlen mondat. Roman, entstanden 1934–1938, erschienen 1947 
  - Deutsche Ausgabe: Der unvollendete Satz. Berlin (Ost) 1954
- Felelet. Roman 1950 
  - Deutsche Ausgabe: Die Antwort. Berlin (Ost) 1952
- Niki. Egy kutya története. Roman 1956 
  - Deutsche Ausgabe: Niki oder Die Geschichte eines Hundes. Frankfurt am Main 1958
- Szerelem. Erzählungen 1963
- G. A. úr X.-ben. Roman 1964 
  - Deutsche Ausgabe: Herr G. A. in X. Frankfurt am Main 1966
- A kiközösítő. Roman 1966 
  - Deutsche Ausgabe: Ambrosius. Frankfurt am Main 1968
- Kedves bópeer! Roman 1973
  - Deutsche Ausgabe: Lieber Schwiegervater. Frankfurt am Main 1976
- Itélet nincs. Memoiren 1969 
  - Deutsche Ausgabe: Kein Urteil. Frankfurt am Main 1972

### Weitere deutsche Ausgaben
- Der unvollendete Satz. Originaltitel: A befejezetlen mondat. Roman. Zwei Bände. Aus dem Ungarischen übersetzt von Ita Szent-Iványi und Resi Flierl. Verlag Volk und Welt, Berlin 1954.
- Der Riese. (= Insel-Bücherei, Band 677/1). Erzählung. Aus dem Ungarischen übersetzt von Ivan Nagel. Insel Verlag, Wiesbaden 1958.
- Die portugiesische Königstochter. Erzählungen. Aus dem Ungarischen übersetzt von Ivan Nagel. S. Fischer Verlag, Frankfurt am Main 1959.
- Ein fröhliches Begräbnis. Erzählung.  Aus dem Ungarischen übersetzt von Ivan Nagel. S. Fischer Verlag, Frankfurt am Main 1963.
- Rechenschaft und andere Erzählungen. Aus dem Ungarischen übersetzt von Charlotte Ujlaky und Mirza von Schüching. S. Fischer Verlag, Frankfurt am Main 1964.
- Spiele der Unterwelt. Erzählung. Aus dem Ungarischen übersetzt von Antónia Pezold-Lázár. Philipp Reclam jun., Leipzig 1965.
- Kein Urteil. Autobiografischer Texte. Aus dem Ungarischen übersetzt von  Éva Vajda und Johanna Kerekes. S. Fischer, Frankfurt am Main 1972.
- Erdachter Report über ein amerikanisches Pop-Festival. (= Spektrum, Band 73). Roman. Aus dem Ungarischen übersetzt von Hans Skirecki. Verlag Volk und Welt, Berlin 1974.
- Die Geschichte vom Leben und Sterben des Heiligen Ambrosius, Bischof von Mailand. Aus dem Ungarischen übersetzt von Ita Szent-lványi. Verlag Volk und Welt, Berlin 1977.
- Der Amokläufer. Ein illustriertes Gedicht. Múzsák, Budapest 1985
- Ein feiner alter Herr. Erzählungen. Aus dem Ungarischen übersetzt von Hans Skirecki. Verlag Volk und Welt, Berlin 1988.
- Liebe – Love. Erzählungen. Zweisprachig Deutsch und Englisch. Aus dem Ungarischen übersetzt von Ivan Nagel und Henriette Schade-Engl. Kossuth, Budapest 1992.
- Gefängnisbriefe. Der Briefwechsel Tibor Dérys mit seiner Mutter und seiner Ehefrau 1957–1960. Herausgegeben und mit einem Vorwort versehen von Ferenc Botka. Aus dem Ungarischen übersetzt von Beate Dohndorf. Gabriele Schäfer Verlag, Herne 1999, ISBN 978-3-933337-11-5.

## Cinematografie
- 1971: Liebe (Szerelem), Regie Károly Makk
- 1974: Der unvollendete Satz (141 perc a befejezetlen mondatbol), Regie Zoltán Fábri
- 1979: Hinter der Ziegelmauer (A teglafal mögött)